# Revelation-Space-Zyklus
Der Revelation-Space-Zyklus umfasst vier Romane, zwei Novellen und derzeit acht Kurzgeschichten des Autors Alastair Reynolds, die sowohl dem Genre der Space Operas als auch dem Genre der Hard Science-Fiction zuzuordnen sind.

## Überblick
Die Revelation-Space-Romane spielen in einer fiktiven Zukunft der Menschheit. Die Menschen haben sich über Teile des Weltalls ausgebreitet und stehen in Kontakt mit mehreren außerirdischen Rassen. Der Menschheit stehen fortschrittliche Technologien zur Verfügung, den Außerirdischen zum Teil noch fortschrittlichere. Beim Design der Technologien beschränkte sich Reynolds, studierter Physiker und Astronom und vor seiner Schriftstellerkarriere für die Europäische Weltraumorganisation tätig, auf ihm plausibel erscheinende Technologien und ergänzte diese nur dann um nach heutigen Erkenntnissen unmögliche Erfindungen, wenn sie für den Fortgang einer Geschichte unabdingbar waren. Reynolds Geschichten innerhalb des Revelation-Space-Universums verfolgen keine eindeutig optimistische oder dystopische Tendenz, es gibt keine eindeutigen "Helden" oder "Schurken". Alle Fraktionen der Menschheit bilden in puncto Charaktereigenschaften heterogene Gruppen. Die Handlungsträger sind in der Regel über längere Zeiträume, aber nicht dauerhaft positiv oder negativ besetzt. Inhaltlich sieht sich die Menschheit durch alle Romane hindurch Bedrohungen durch die eigene Rasse, durch Außerirdische oder durch ungünstige naturwissenschaftliche Einflüsse ausgesetzt, schafft es jedoch immer wieder, den Bedrohungen zu trotzen. Der Name "Revelation Space", auf Deutsch in etwa "Ort der Offenbarung", stammt aus einem der Romane, in dem einer der Hauptcharaktere bei einer Begegnung mit einer außerirdischen Rasse einen "Ort der Offenbarung" betreten darf.

## Bücher
Zusammenhängende Romane des Revelation-Space-Zyklus
- Unendlichkeit (2000, Heyne, ISBN 3-453-18787-3, Originaltitel: Revelation Space)
- Chasm City (2001, Heyne, ISBN 3-453-86325-9, Originaltitel: Chasm City)
- Die Arche (2004, Heyne, ISBN 3-453-87551-6, Originaltitel: Redemption Ark)
- Offenbarung (2005, Heyne, ISBN 3-453-52055-6, Originaltitel: Absolution Gap)

Romane, die im Revelation-Space-Zyklus angesiedelt sind
- Träume von Unendlichkeit (Enthält 2 Kurzgeschichten, 2005, Heyne, ISBN 3-453-5202-11, Originaltitel: Diamond Dogs and Turquoise Days)
- Galactic North (2006, 8 Kurzgeschichten aus dem Revelation-Space-Universum, englisch)
- Aurora (2008, Heyne, ISBN 3-453-5250-27, Originaltitel: The Prefect)

## Gruppierungen

### Demarchisten
Die Demarchisten sind eine Gruppe von Menschen, die ein politisches System der demokratischen Anarchie oder Demarchie ausleben. Laut Reynolds Kurzgeschichte „A Spy in Europa“, funktioniere die Demarchie durch ein neuronales Implantat, das den Benutzer ständig zur Stellungnahme zu verschiedenen Aspekten des Lebens der Demarchisten zwingt. Diese ständigen Nachfragen verschwinden schließlich im neuronalen Hintergrund, ähnlich wie das nur noch unterschwellig wahrgenommene Ticken einer Uhr. Es wird in der Erzählung nicht klar, ob auch die Demarchie von Yellowstone, die wichtigste Demarchie in Zeit der Ereignisse von Revelation Space, eine solche Technik verwendet (obwohl in „Der Präfekt“ dies bestätigt wird). Andere bekannte Demarchien sind Haven und die Demarchie von Europa.
Außer dem Zugang zu diesen Werkzeugen der direkten Demokratie in ihrer extremsten Form, gab es zumindest in der Belle Epoque in den Habitaten um Yellowstone keinerlei Einschränkungen der einzelnen Gesellschaftssysteme. Ihren Höhepunkt fand diese absolute Freiheit in der Einrichtung der "freiwilligen Tyraneien" in denen man auf freiwilliger Basis von einem diktatorischen System unterdrückt wird.
Eine Zentralgewalt existiert nicht, es gibt lediglich Institutionen um eine Behinderung des Wahlprozesses zu unterbinden.
Bis zur Zeit der Schmelzseuche gab es mehrere mächtige Familien in der Demarchie. Eine der einflussreichsten war das Haus Sylveste, sie gründeten das SIS oder Sylveste Institut für Schleier-Studien und organisiert die Resurgam-Expedition. Wichtige Vertreter der Familie Sylveste sind Dan Sylveste (Leiter der Expedition Resurgam), Calvin Sylveste, der durch „Die Achtzig“ bekannt wurde und Lorean Sylveste.
Die Demarchisten (insbesondere die Demarchie von Yellowstone) haben viel Erfahrung auf den Gebieten der Nanotechnologie, Lebensverlängerung und Genetik. Der Höhepunkt der demarchistischen Gesellschaft, die Belle Epoque, wurde durch die Schmelzseuche beendet und stürzte die demarchistische Gesellschaft, besonders Chasm City, die Hauptstadt von Yellowstone, in ein dunkles Zeitalter.
Chasm City wurde mit Hilfe der Synthetiker wieder aufgebaut. Die Demarchisten, unzufrieden mit ihrer neuen Rolle als zweitwichtigste Macht, erklärten den Synthetikern den Krieg. Während die Synthetiker den Krieg anfangs dominierten, stellte sich ihr gemeinsames Bewusstsein nach und nach als Nachteil dar, da es sie berechenbar machte, wodurch die Demarchisten die Oberhand gewannen. Schlussendlich schafften es die Synthetiker allerdings durch eine Umstrukturierung ihres Schwarmbewusstseins sich von diesem Handicap zu befreien und schlugen die Demarchisten mehrfach vernichtend. Den absoluten Sieg der Synthetiker verhinderte nur das Auftauchen der Unterdrücker.
Die von den Demarchisten benutzten Waffen sind Antimateriemunition (oder Stecknadelkopfbomben, benannt nach der winzigen Menge von Antimaterie, die sie benötigen, in der Regel Antilithium) und Massenbeschleuniger. Die Demarchie von Yellowstone wurde vermutlich während der Zeit von „Offenbarung“ zerstört.
Im Nachwort von „Galactic North“ kommentiert Alastair Reynolds, dass die Demarchisten nicht seine eigene Erfindung seien. Er beziehe sich auf Joan D. Vinges Buch „The Outcasts of Heaven Belt“ als Inspiration für die Gesellschaft der Demarchisten. Der Begriff Demarchie ist ein politischer Begriff, der sich vereinfacht von „demokratischer Anarchie“ ableitet.

### Ultras
Als Ultranauten (oder kurz Ultras) wird der Teil der Menschen genannt, welche die meiste Zeit ihres Lebens auf Lichtschiffen verbringen. Die meisten Ultras besitzen starke Körpermodifikationen und ersetzen ihre Organe durch technische Äquivalente. Obwohl die meisten modifizierten Menschen Ultras genannt werden, scheint dies keine zwangsläufige Bezeichnung für modifizierte Menschen zu sein, da Ilia Volyova keine derartigen (jedenfalls keine sichtbaren) Modifikationen besitzt und in einem anderen Buch ein stark modifizierter Mensch nicht als Ultra bezeichnet wird.
Ultranauten sind vor allem gekennzeichnet durch ihre Abkapselung von der restlichen Menschheit sowie ihren sehr auf die Innenwelt ihres Lichtschiffs bezogenen Lebensstil.
Ihre Körper sind fast immer prothetisch und kybernetisch aufgerüstet, um sich den Bedingungen auf einem Lichtschiff anzupassen, vor allem dem Wechsel zwischen Schwerelosigkeit und Schwerkraft, wenn das Schiff unter Schub steht oder um die eigene Achse rotiert und um mit dem Schiffscomputer in Kontakt zu treten. Die typischen Aufrüstungen umfassen optische, respiratorische, d. h. atmungsunterstützende und muskelverstärkende Veränderungen.
Die Ultras scheren meist ihre Köpfe bis auf eine Reihe Dreadlocks auf der Schädelmitte. Die Zahl der Dreadlocks zeigt an, wie viele Kälteschlafperioden ein Ultra schon verbracht hat.
Ein wesentlicher Lebensinhalt der Ultras ist der interstellare Handel. Die Ultras handeln mit Artefakten aus der Zeit vor der Schmelzseuche, Rohstoffen, Informationen und generell mit allem, woraus sich Profit schlagen lässt.
Ihr Schiff ist ihr Lebensinhalt, weshalb die Ultras sehr paranoid sind und ihre Schiffe einerseits schwer bewaffnen, um Feinde abzuschrecken, und andererseits möglichen Gefechten von vorneherein aus dem Weg gehen.

### Synthetiker
Synthetiker sind eine Gruppierung, die von Galiana auf dem Mars durch Experimente gegründet wurde, die zur Verbindung der Bewusstseinsstrukturen der Teilnehmer dienen sollten. Dabei kam es zur sogenannten 'Transerleuchtung' und zur Bildung des Mutternests.
Synthetiker sind eine Verbindung aus Mensch und Maschine, nahe einem Cyborg, mit dem Unterschied, dass Synthetiker nur Gehirnimplantate verwenden, um ihr Denken zu beschleunigen und ihre neuronale Architektur zu verändern. Nach dem ersten Krieg gegen die Synthetiker flüchten diese mit Nevil Clavain, der von Galiana überzeugt wurde, dass Synthetiker keine Gefahr darstellen, und bilden das erste Mutternest. Es kommt zu einer Verbindung des Bewusstseins aller Synthetiker. Obwohl sie technisch gesehen den anderen Fraktionen weit voraus sind, ist ihre Technik jedoch immer noch sehr weit entfernt von dem, was einst die Alienvölker in der Nähe des Sol-Systems geschaffen hatten. Nach dem Auftreten der Grünen Plage und der Ausradierung der anderen Menschenfraktionen sind die Mitglieder einer kleinen Synthetikergruppe die letzten Menschen in der Galaxie.
Synthetiker nutzen Implantate, um ihre Hirnaktivität zu verstärken und um ein Kollektivbewusstsein zu schaffen. Dieses Kollektivbewusstsein kann lokal durch die Implantate erzeugt werden oder auch durch Hintergrundmaschinerie verstärkt werden. Außerdem läuft die gesamte Kommunikation der Synthetiker über Felder ab, die von ihren Implantaten generiert werden, weshalb ihnen normales Sprechen als äußerst ineffizient und langsam erscheint. Außerdem erlauben die Implantate den Synthetikern die Neu-Modellierung ihrer eigenen neuronalen Architektur, die Veränderung ihres Körpers und die direkte Interaktion mit Computersystemen. Synthetiker besitzen oft auch die Fähigkeit, ihre eigenen Sinneseindrücke von Augen, Ohren usw. mit von den Implantaten überarbeiteten Versionen zu überlagern. So kann ein Synthetiker sein Körpergefühl ausweiten und ein Lichtschiff direkt steuern und fühlen, als wäre es ein Teil von ihm. Des Weiteren ist es für Synthetiker kein Problem, Computersysteme zu hacken und Waffen lahmzulegen. Eine Folge der weiter fortschreitenden Technologisierung ihrer Gehirne ist die Erzeugung von Abwärme, die sie über Körpermodifizierungen (z. B. Kämme) ableiten. Manche Synthetiker entsagen ihrem Körper und behalten ihre Gehirnmasse nur noch als Erinnerung an ihre Phase als Mensch aus Fleisch und Blut.
Die Synthetiker sind unter den anderen Fraktionen als Erbauer der sog. Synthetikertriebwerke bekannt.
Die Synthetiker sind laut Reynolds kein neues Konzept und wurden schon in Michael Swanwicks "Vacuum Flowers" in Grundzügen erwähnt.

### Koalition für Neurale Reinheit
Die Koalition für Neurale Reinheit wurde um 2190 herum gegründet, nachdem bekannt wurde, dass Galiana auf dem Mars die Synthetiker erschaffen hatte. Die Koalition begann einen Krieg gegen die Synthetiker, in welchen auch Nevil Clavain und John Brannigan involviert waren, die auf der Seite der Koalition kämpften. Die Synthetiker waren aufgrund ihres Gemeinschaftsbewusstseins und der Fähigkeit die eigenen Gehirnprozesse kurzfristig auf ein Vielfaches beschleunigen zu können, den Streitkräften der Koalition zunächst überlegen. Nevil Clavain ordnete schließlich den Einsatz verschiedener Massenvernichtungswaffen gegen die Synthetiker an. 
Der Krieg gegen die Synthetiker wurde gewonnen und diese wurden in einen befestigten Laborkomplex zurückgetrieben. Dieser war durch ein altes Terraformungsprojekt, die sog. Große Mauer geschützt. Eingeschlossen und überwacht von einem Satelliten-Verteidigungssystem fanden sie einen Weg zu entkommen, indem sie einen Marsmond, der von Synthetikern ausgehöhlt und zu einem riesigen Lichtschiff umfunktioniert wurde, schließlich das Sonnensystem verließen.
Nevil Clavain wurde im Zuge dessen von den Synthetikern gefangen genommen und mit den Nanomaschinen infiziert, wodurch er ein Synthetiker wurde und den Konflikt im Sinne der Synthetiker wenden konnte. Er überzeugte die Demarchisten, sich mit den Synthetikern zu verbünden und der Koalition die Lizenz für diverse, hochentwickelte Waffensysteme zu entziehen.

### Schweine bzw. Hyperschweine
Die Hyperschweine (oder auch kurz „Schweine“) wurden durch menschliche Experimente erschaffen. Als erstes waren sie nur als Ersatzteillager für Menschen konzipiert, also zur Organtransplantation ausgelegt, bis durch den Transfer von Menschen-DNA in die Schweine-DNA rudimentäre Intelligenz bei ihnen auftrat.

## Außerirdische Völker

### Nestbauer
Die Nestbauer waren das erste bekannte Volk von außerirdischen Wesen, das es geschafft hat, sich vor den Unterdrückern zu verstecken. Sie waren verantwortlich für den Tod der Flitzer, die den Fehler gemacht hatten, zu versuchen, sich mit den Schatten in Verbindung zu setzen. Mit Hilfe der Nestbauer war die Menschheit in der Lage, die Unterdrücker zurückzuschlagen, und einen großen unterdrückerfreien Raum zu schaffen. Es wird nicht erklärt, wie sie aussehen, aber in „Galactic North“ werden sie als insektoid beschrieben. Sie schweben auf Grund einer Anti-Schwerkraft-Technologie in ihren Körpern. Sie haben keine Emotionen, sind aber von einer anderen Art, bekannt als „Schnecken“, besessen. Sie nutzen Diamanten, um Raumzeitwaffen zu bauen.

### Musterschieber
Musterschieber sind halbintelligente, organische Lebewesen, die in den Meeren diverser Planeten des Revelation-Universums zu finden sind. Der Musterschieber-Komplex ähnelt einem riesigen Gehirn und speichert Emotionen, Bewusstsein und Wissen derer, die mit ihm in Kontakt kommen. Es kann passieren, dass Musterschieber jemanden, der mit ihnen in Berührung kommt, „umbauen“, also seine neuronale Struktur verändern. Musterschieber bestehen aus Mikroorganismen, die in Verbänden agieren, und können auch jemanden, der schon oft mit ihnen in Berührung war, „zerlegen“, also in ihre Matrix aufnehmen, oder ihn infizieren, sodass ein Teil der Musterschieber auf der betreffenden Person weiterlebt. Musterschieber sind eine Art kollektives Gedächtnis der Galaxis und enthalten das Wissen vieler Völker, die die Musterschieber schon besucht haben, bevor die Menschen auftraten.
Die Romanfiguren spekulieren darüber, ob die Musterschieber ein Werkzeug eines anderen Volks seien, die ausgestreut wurden, ihre Herkunft wird jedoch nie vollends aufgeklärt.
Dan Sylveste und seine Expedition zu den Schleierwebern nutzen die Musterschieber, um ihr Denken so weit zu verändern, dass sie von dem zu besuchenden Schleier nicht als feindlich erkannt werden.

### Schleierweber
Schleierweber sind für die Menschen des Revelation-Universums unverständliche und unzugängliche Wesen, die sich hinter einem Schleier aus undurchdringlichen Raumzeit-Barrieren verbergen. Fast alle Versuche der Kontaktaufnahme sind bisher gescheitert, da die Schleier von einer extrem verzerrten Raumzeit umgeben sind, die alles, was sie berührt, zerstört. Gravitationsfelder und -wirbel verhindern jede Annäherung an die Oberfläche der Schleier. Es gibt nur wenige Menschen im Revelation-Universum, die jemals Kontakt mit den Schleierwebern hatten, so Sylveste, der versuchte zu beweisen, dass die Schleierweber nichts anderes als die Resurgam-Avenoiden sind, also Amarantin, die versuchten, sich vor den Unterdrückern oder Wölfen zu verstecken.

### Unterdrücker bzw. Wölfe
Unterdrücker sind keine Lebewesen im eigentlichen, biologischen Sinn, sondern lediglich ein Werkzeug, welches aus nanotechnologischen, schwarzen Würfeln, die keine Strahlung reflektieren, besteht. Sie wurden nach dem ersten großen galaktischen Krieg erschaffen, um die Entwicklung von Intelligenz zu verhindern. Das Volk, das die Unterdrücker erschaffen hatte, sah in der Intelligenz die Quelle allen Übels und den Grund für den ersten Krieg, und beschloss daher zu verhindern, dass dies noch einmal passieren konnte. Die Unterdrücker treten immer dann auf, wenn sich eine intelligente Rasse aufmacht, die Galaxie zu bereisen. Sie vernichten diese dann und ersticken somit den Anfang eines neuen Krieges im Keim (Resurgam-Ereignis).
Die Unterdrücker treten als schwarze, kristalline, fraktal angeordnete Struktur aus Würfeln auf, die jegliches Material in weiteres Unterdrückermaterial umbauen kann. Außerdem sind sie in der Lage, Organismen zu infizieren und so die Gehirne auszulesen. Unterdrücker können sowohl plumpe und einfache Strukturen ausbilden als auch komplexe, wie etwa Raumschiffe und Waffen.
Ähnlich staatenbildenden Insekten erscheint das Agieren einer größeren Masse von Unterdrückern als quasi-intelligent – ein Widerspruch in der Zielsetzung, Intelligenz zu verhindern. Dieser wird dadurch aufgelöst, dass die Unterdrücker-Strukturen immer nur so viel Intelligenz aktivieren, wie sie gerade benötigen, um ihre aktuelle Mission zu erledigen. Die einzelnen Unterdrückerverbände besitzen auch eine Aufseher-Intelligenz, die aktiviert wird, um die aktuelle Mission zu erledigen, und dann wieder abgeschaltet wird.

## Technologie
Alastair Reynolds Fiktion basiert im Gegensatz zu der vieler anderer Hard-SF-Autoren grundsätzlich auf der Anerkennung der klassischen Einsteinschen Relativität, wonach Masse nicht auf Lichtgeschwindigkeit beschleunigt werden kann. Demzufolge ist der relativistische Flug mit entsprechend langen Reisezeiten maßgebliches Element seiner Geschichten. An einige Stellen befasst er sich auch mit den von Physikern vorhergesagten Paradoxa und Kausalitätsbrüchen, die eintreten könnten, sofern man sich der Lichtgeschwindigkeit zu sehr nähert. 
Andererseits beschreibt er Technologien, die aus heutiger Sicht hochspekulativ erscheinen, wie z. B. hochkomplexe Nanotechnologie oder die Energiegewinnung aus dem Vakuumzerfall des Raumes (Synthetiker-Triebwerke, siehe unten).

### Synthetikertriebwerke
Synthetikertriebwerke sind hochentwickelte Triebwerke, die es erst möglich machen, interstellare Reisen zu unternehmen, da sie keine Antriebsmasse benötigen und stattdessen ihre Energie aus dem Quantenvakuum beziehen, um konstanten Schub bis knapp an die Lichtgeschwindigkeit zu liefern. Erst ihre enorme Leistung erlaubt eine konstante Beschleunigung von 1 g und damit künstliche Schwerkraft.
Synthetikertriebwerke sind Blackboxes und jeder Versuch, sie zu öffnen, um sie nachzubauen, resultiert in der Detonation des Triebwerks, die stark genug ist, um sich selbst und das Lichtschiff, das den Antrieb trägt, komplett zu zerstören. Sie wurden jedoch nicht selbst von den Synthetikern entwickelt, sondern ihnen in Form von Bauplänen durch das Exordium zugespielt, eine Art Verbindung zu einer parallelen Zukunft. Die Triebwerksleistung wird aus einem Wurmloch bezogen, dessen eines Ende im Triebwerk ist, und dessen anderes Ende in den ersten Sekunden nach dem Urknall existiert, in einem Quark-Gluonen-Plasma, aus dem die Energie zur Beschleunigung bezogen wird.
Das Monopol auf den Bau solcher Antriebe haben die Synthetiker, welche als einzige in der Lage sind, sie herzustellen. Etwa um 2500 stellen diese den Bau der Triebwerke aufgrund des hohen Tau-Neutrino-Ausstoßes ein. Sie befürchten, damit die Unterdrücker anzulocken und entwickeln neuartige Triebwerke, welche den Ausstoß auf ein Minimum reduzieren und unter anderem mit einer Trägheitsunterdrückungs-Anlage ausgestattet sind – diese Schiffe werden aber nur für den eigenen Gebrauch gebaut, um ihre Exodus-Flotte zusammenzustellen.

### Lichtschiffe
Als Lichtschiff werden die interstellaren Raumschiffe in den Büchern bezeichnet.
Ihre äußere Form ähnelt einem sehr langen Kegel von 3–4 km Länge, die optimale Form für Reisen nur wenige Zehntelprozent unter Lichtgeschwindigkeit. Am Ende des Rumpfes befinden sich zwei Synthetikertriebwerke, welche die enorme Leistung für die Beschleunigung bis fast Lichtgeschwindigkeit erbringen.
Um bis auf Reisegeschwindigkeit zu beschleunigen, brauchen die Schiffe bei 1 Ge Schub Monate bis Jahre. Die jahre- oder jahrzehntelangen Reisen von einem Sternensystem zum anderen werden von der Ultra-Besatzung meistens im Kälteschlaf verbracht. Um sich vor den relativistischen Effekten der hohen Geschwindigkeit zu schützen, haben Lichtschiffe fast immer diamantverstärkte Eispanzer, welche auch gegen Angriffe anderer Lichtschiffe schützen sollen.
Lichtschiffe gehören zum größten Teil Ultras, welche ihr ganzes Leben oder den Großteil davon an Bord des Schiffes verbringen.
Die Kapazitäten eines Lichtschiffes umfassen mehrere hunderttausend Personen (in Die Arche bei Evakuierung des Planeten Resurgam demonstriert). Schwerkraft entsteht auf diesen Schiffen entweder durch Schub oder durch Rotation um die Schiffslängsachse.

### Höllen-Klasse-Geschütze
Höllen-Klasse-Geschütze sind von den Synthetikern entwickelte eigenständige Waffen. Die Baupläne stammen so wie die Pläne für die Synthetikertriebwerke aus dem Exordium. Es wurden insgesamt 40 Höllenklasse-Geschütze erzeugt, die sich nun im Besitz der Sehnsucht nach Unendlichkeit befinden. Die Baupläne für die Waffen wurden von den Synthetikern nach dem Bau der Prototypen zerstört, aus Angst vor deren Stärke und Missbrauch. Die Waffen sind eigenständig und besitzen eine gewisse Intelligenz. Sie sind in ca. 60–70 Meter langen Gehäusen untergebracht, die einen eigenen Antrieb besitzen. Ist die Waffe erstmal aktiviert worden, entfernt sie sich eigenständig vom Schiff und richtet sich auf ihr Ziel aus. Es wird gesagt, dass die kleineren der Waffen einem Stern furchtbare Dinge antun können. Ein Teil der Waffen basiert auf chemischen und nuklearen Prinzipien, während ein anderer keine der beiden Formen der Energiegewinnung benutzt. Ein Teil der Waffen zerstört sich bei seiner Auslösung selbst, so die Waffe, die auf Haldora abgefeuert wurde, andere nicht. Auch basiert ein guter Teil der Waffen auf Gammastrahlenlaser, Beschleunigung relativistischer Projektile, aber auch auf exotischen Prinzipien, wie stehenden Gravitationswellen (abgefeuert auf Resurgam). Die Feuersequenz lässt sich nur durch die Zerstörung der Waffe selbst abbrechen.

### Kryo-arithmetische Aggregate
Ein kryo-arithmetisches Aggregat ist ein Quantencomputer, der gegen den zweiten Grundsatz der Thermodynamik verstößt. Der Quantencomputer erzeugt Kälte bzw. vernichtet Wärme, wenn er rechnet. Je kälter es wird, desto schneller aber rechnet dieser. So ist es sehr schwierig, kryo-arithmetische Aggregate unter Kontrolle zu halten, und auch schon zu einigen Unfällen gekommen, so nach Skades Absturz in Offenbarung. Kryo-arithmetische Aggregate dienen der Tarnung, da sie die Temperatur der Hülle eines Schiffes an die Temperatur der Hintergrundstrahlung anpassen und es so im Bereich der Wärmeerfassung unsichtbar machen.

### Hypometrische Waffen
Hypometrische Waffen zählen zu den höchstentwickelten Waffen im Revelation-Universum. Sie werden wiederholt als "gegen die Natur" und "einfach nur falsch" beschrieben. Hypometrische Waffen basieren auf Bauplänen, die aus der Hades-Matrix stammen. Es wird gesagt, dass sie meistens erst von Völkern entwickelt werden, die seit ein bis zwei Millionen Jahren Raumfahrt betreiben.
Hypometrische Waffen scheinen eine baumartige Struktur zu haben und schneiden einen Teil der Raumzeit in der Form einer Kugel aus ihrem Ziel heraus. Der Toleranzbereich beim Bau liegt im Maßstab von einem Atom, da sie sonst bei den hohen Rotationsgeschwindigkeiten, die sie beim Abfeuern erreichen, eine Gefahr für das Lichtschiff, auf dem sie sich befinden, darstellen würden. Hypometrische Waffen scheinen leicht akausal zu sein, da nie genau gesagt werden kann, wo sie einen Teil der Raumzeit herausschneiden. Obwohl ihr Zerstörungsradius von der Größe einer Miniaturblase, z. B. zur Entfernung von Gewebe aus einem Menschen, bis zu einigen Kilometern reicht, ist das Abfeuern immer wieder gefährlich, da man nie genau sagen kann, ob die Waffe nun den Feind trifft oder sich selbst. Hypometrische Waffen verzerren außerdem in ihrer Umgebung die Raumzeit.
Obwohl die Waffen eine Zeit lang sehr effektiv gegen die Wölfe waren, scheinen diese jedoch immun dagegen geworden zu sein.